# Vermivora
 Vermivora es un género de aves de la familia Parulidae. Sus miembros son denominados comúnmente reinitas, bijiritas o chipes americanos. Contiene 3 especies, aunque probablemente una esté extinguida.

## Lista de especies
En este género se incluyen las siguientes tres especies:
- Vermivora bachmanii, reinita de Bachman;
- Vermivora chrysoptera, reinita alidorada;
- Vermivora cyanoptera, reinita aliazul.

Varias especies que anteriormente se consideraban dentro de Vermivora ahora se incluyen en Oreothlypis:
- Oreothlypis celata, reinita coroninaranja,
- Oreothlypis crissalis, reinita de Colima
- Oreothlypis luciae, reinita de Lucy
- Oreothlypis peregrina, reinita de Tennessee
- Oreothlypis ruficapilla, reinita de Nashville
- Oreothlypis virginiae, reinita de Virginia.